# 8-inch-Howitzer M1, M2 und M115
Die 8-inch-Howitzer M1 bzw. M2 bzw. M115 ist ein schweres Artilleriegeschütz, dessen Entwicklung für die US Army ursprünglich 1919 begann, doch erst zu Beginn des Zweiten Weltkrieges abgeschlossen wurde. Es wurde 1940 eingeführt und ist bis heute noch in einigen Ländern im Einsatz.

## Hintergrund
Als die Vereinigten Staaten in den Ersten Weltkrieg eintraten fehlte jegliche schwere Artillerie zur Unterstützung der eigenen Soldaten an den Fronten Frankreichs. Das hochgerüstete Frankreich und Großbritannien halfen mit Geschützen aus französischer und britischer Produktion. Die US Army hatte dann im Ersten Weltkrieg die britischen BL 8-inch Howitzer Mk VI – VIII eingesetzt.
Nach dem Ende des Weltkrieges wurde das Westervelt Board, eine Kommission, beauftragt Pläne für die künftige Ausrüstung der US-amerikanischen Armee mit Geschützen zu erarbeiten. Eine Forderung war dabei ein schweres Geschütz, etwa im Kaliber 8-inch.
Alle geforderten Geschütze sollten für den Transport auf Straßen geeignet sein und es wurde auch immer eine Selbstfahrlafette empfohlen.

## Entwicklung
Die britischen BL 8-inch-Howitzer waren während des Ersten Weltkrieges teilweise in den USA gefertigt worden (bei der Midvale Steel Company / Nicetown - Pennsylvania), und von allen drei Ausführungen des Geschützes gab es am Kriegsende einige Geschütze im Bestand. Nach dem Krieg wurden alle Varianten bis auf die letzte Ausführung (Mk VIII 1/2) verschrottet. Die letzte Ausführung wurde zu Ausbildungszwecken behalten. Nach der Rückmeldung des Westerfelt Board war klar, dass ein völlig neues Geschütz geschaffen werden musste.
Die Entwurfsarbeit begann 1919 und als Ergebnis erhielt man eine Haubitze mit Spreizlafette (Entwicklungsmodelle M1920 und M1921), welche ein 200 lb (91 kg) Geschoss 18.700 yards (17.155 m) weit feuern konnten, doch die Entwicklungsarbeit wurde 1921 aus finanziellen Gründen vorerst eingestellt. Eine neue Gelegenheit ergab sich 1927 durch das Projekt der neuen 155-mm-Gun M1. In der amerikanischen Konzeption für Geschütze wurde immer versucht eine Lafette für zwei verschiedene Rohrkaliber zu nutzen. Jetzt bekam die 8-inch-Haubitze ihre Chance und die Entwicklung lief während der 1930er Jahre weiter.
Im Jahr 1929 gab es die erste gebaute 203-mm-Haubitze T2 (8-inch) deren Fertigung sich jedoch als zu schwierig erwies. In den folgenden Jahren wurde weiterentwickelt und man kam schließlich zum 203-mm-Howitzer T3. Der Prototyp T3 wurde im Jahre 1939 auf dem Testgelände in Aberdeen (Maryland) erprobt.
Aus dem Prototyp T2 wurde über einen längeren Zeitraum die ab Januar 1944 produzierte 240-mm-Haubitze M1 entwickelt.
Unter Nutzung der Lafette T2, die auch für die 155-mm-Kanone genutzt wurde, führte man das Geschütz im Jahr 1940 als 8-inch-Howitzer M1 on Carriage M1 ein.

## Technische Beschreibung

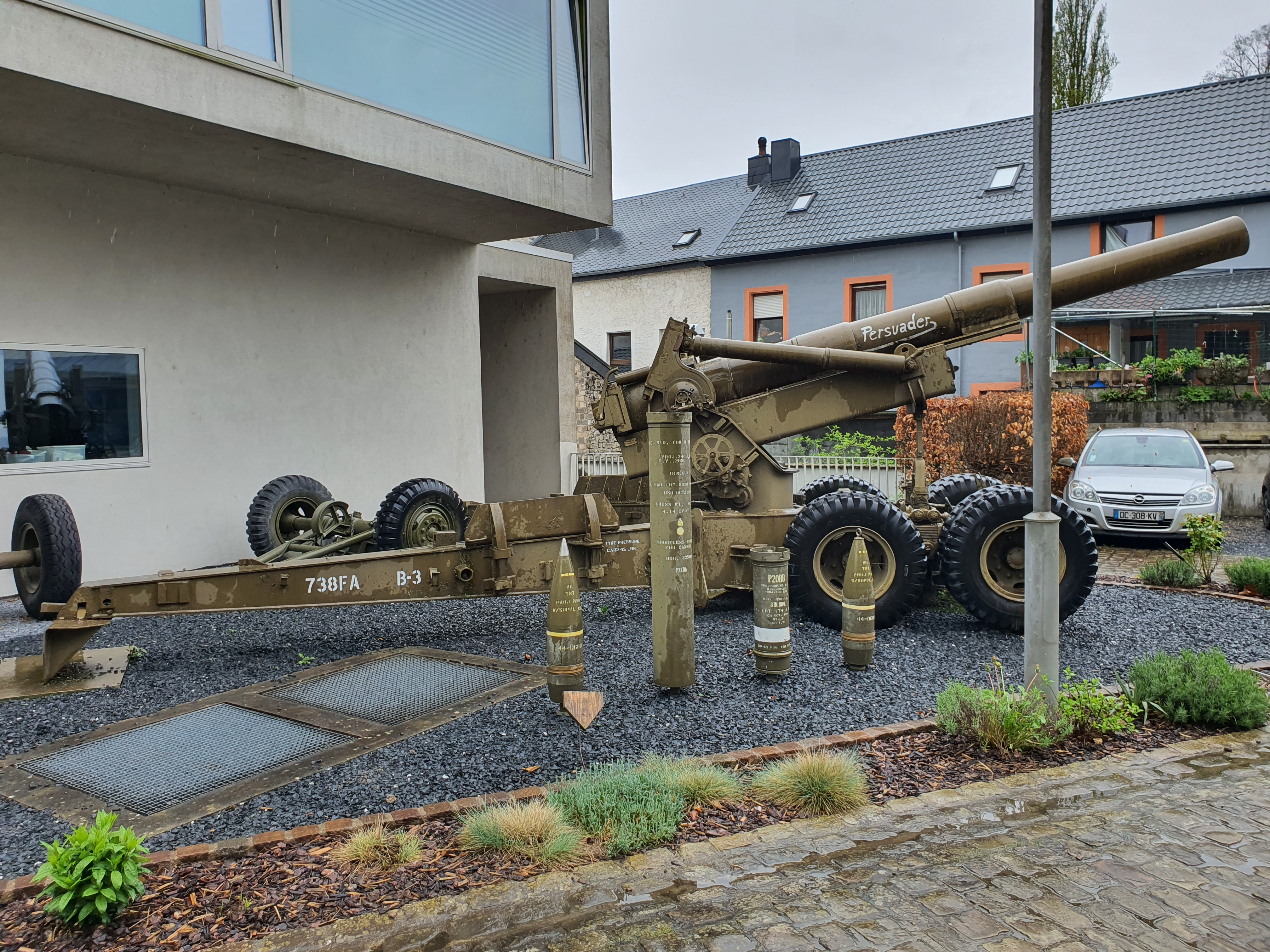
203mm 8-inch Howitzer M1 Museum Diekirch

Das Geschütz ist mit einem Rohrgewicht von ca. 4,6 ton und einem Gesamtgewicht von ca. 13,5 ton in Feuerstellung eine schwere und zugleich sperrige Zuglast für den Kraftzug. Durch eine achtfache Bereifung auf der Seite der Rohrmündung und eine normalbereifte Protze (Limber) wird der Bodendruck auf ein vertretbares Maß reduziert, so dass eine gewisse Geländegängigkeit erreicht wird. Um einen schnellen Stellungswechsel zu ermöglichen, hat man diese Bereifung fest montiert. Gleichzeitig benötigt man jedoch eine stabile Plattform für den Schuss. Dies wird möglich, indem die Spreizholme der Lafette gemeinsam mit der Unterlafette vollständig auf den Boden abgesenkt werden und eine V-förmige Plattform bilden. Dies verhindert gleichzeitig eine Belastung der Federung der Laufräder und unerwünschte Schwingungen beim Schuss. Durch diese Konstruktion können die beiden Erdsporne am Ende der Lafettenholme verhältnismäßig klein ausgeführt werden.
Rücklaufdämpfer und Vorholmechanismus (Recoil mechanism) sind in der Rohrwiege untergebracht und zwei große Ausgleicher links und rechts vom Rohr (Equilibrators) dienen dem Gewichtsausgleich des Rohres beim Höhenrichten.
Die 8-inch-Haubitze teilte sich mit der amerikanischen 155-mm-Kanone und der britischen 7.2-inch-Howitzer einen gemeinsamen Rohrverschluss.
Das Geschütz ist vollständig auf eine manuelle Bedienung ausgerichtet.
Die originale M1 8 inch (und die daraus entwickelte M2 8 inch) verfeuerten 90 kg Explosivgranaten bis zu 17 km weit.
Während bei der M1-Version Rohr und Bodenstück nach dem Aufschrauben fest verbunden wurden, war bei der Version M2 das Bodenstück nur aufgeschraubt und damit austauschbar.

## Einsatz
Die beiden 8-inch-Howitzer M1 und M2 waren lange Zeit die Hauptwaffe der schweren US-Artillerie und vieler Bündnisstaaten. Mit den US-Streitkräften waren diese im Zweiten Weltkrieg, dem Koreakrieg und auch dem Vietnamkrieg im Einsatz.
Ende der 1950er Jahre wurden aus taktischen Gründen eine weitere Anzahl von NATO-Staaten mit einer jeweils kleineren Anzahl dieser Geschütze ausgerüstet. Denn die 8-inch-Haubitze, gehörte während des gesamten Kalten Krieges zu den Waffen, die in der Lage war Nukleargranaten zu verschießen. Somit war das Geschütz Teil der atomaren Abschreckungsstrategie der NATO.
Die Nukleargranaten M422 und später M753, konnten innerhalb der Bündnisstaaten stationiert werden, um diese Geschütze zu einem Teil der massiven Bedrohung für den zu dieser Zeit eindeutig definierten Gegner, den Warschauer Pakt, zu machen. Erst nachdem diese Geschosse als kleinste taktische Nuklearwaffen außer Dienst gestellt worden waren und auch vernichtet wurden, endete die Rolle der 8-inch-Howitzer in diesem Bedrohungsszenario.
Als konventionelle Waffe wurden die 8-inch-Howitzer in dem Zweiten Konflikt um die Straße von Taiwan und im kroatischen Unabhängigkeitskrieg eingesetzt.

## M115 Howitzer
Im Jahr 1962 wurde das Geschütz im Rahmen einer großen Reorganisation der US Army übersetzt in Haubitze, schwer, gezogen, 8 inch, M115 umbenannt.
Die M115 wird seit den 1990ern von der United States Army nicht mehr verwendet und wurde durch die Selbstfahrhaubitze M110 ersetzt.

## Varianten
Gewicht und die zunehmende Geschwindigkeit des Gefechts, sowie die Bedrohung aus der Luft führten bereits zum Ende des Zweiten Weltkrieges dazu, dass bei der Artillerie zunehmend mit motorisierten Lafetten experimentiert wurde:
- 8-inch-Howitzer Motor Carriage M43: Der Versuch, die 8-inch-Haubitze auf dem Fahrgestell des Medium Tank M4 (Sherman) zu montieren, führte zur experimentellen 8-inch-Howitzer Motor Carriage T89. Hierbei wurde das Geschütz im Mount M17 (Lafettierung) montiert. Mit einer Serienfertigung von 48 Fahrzeugen wurde eine relevante Stückzahl dieser Selbstfahrlafette hergestellt.
- 8-inch-Howitzer Motor Carriage T80: ein auf dem Medium Tank T23 beruhender Entwurf, der im Entwurfsstadium verblieb
- 8-inch-Howitzer Motor Carriage T84: Im Jahr 1945 wurde ein Prototypfahrzeug auf Basis des neuen M26 Pershing gebaut; das Kriegsende stoppte weitere Entwicklungsarbeiten.
- 8-inch-Self-propelled Howitzer M110: Diese Selbstfahrlafette bildete die wichtigste Variante der 8-inch-Haubitzen. Es wurde eine spezielle Motorlafette für das schwere Geschütze konstruiert. Wie bei allen schweren Geschützen leidet die Feuergeschwindigkeit darunter, dass für jeden Ladevorgang das Rohr auf Ladeerhöhung abgesenkt werden muss. Diese Erhöhung muss insbesondere beim Einsatz von Ladeautomaten eingehalten werden. Bei der zuletzt eingeführten Variante M110 A2 konnte mit einem neuen Rohr mit Mündungsbremse die Zielgenauigkeit und die Reichweite gesteigert werden.

## Nutzerstaaten
- Belgien – 14
- Dänemark – 12
- Deutschland – unbekannte Anzahl
- Griechenland – 85
- Indien – unbekannte Anzahl
- Irak – 18
- Iran – 50
- Italien – 36
- Japan – 70
- Jordanien – 20
- Jugoslawien – 25
- Niederlande – 40
- Pakistan – 28
- Saudi-Arabien – 12
- Spanien – 24
- Südkorea – 100
- Taiwan – 90
- Türkei – 162
- Vereinigte Staaten – unbekannte Anzahl

Quellen:

## Technische Daten
- Modell: M115
- Kaliber: 8 inch (203,2 mm)
- Rohrlänge: 5,14 Meter
- Antrieb: gezogen von Zugfahrzeug
- Panzerung: keine

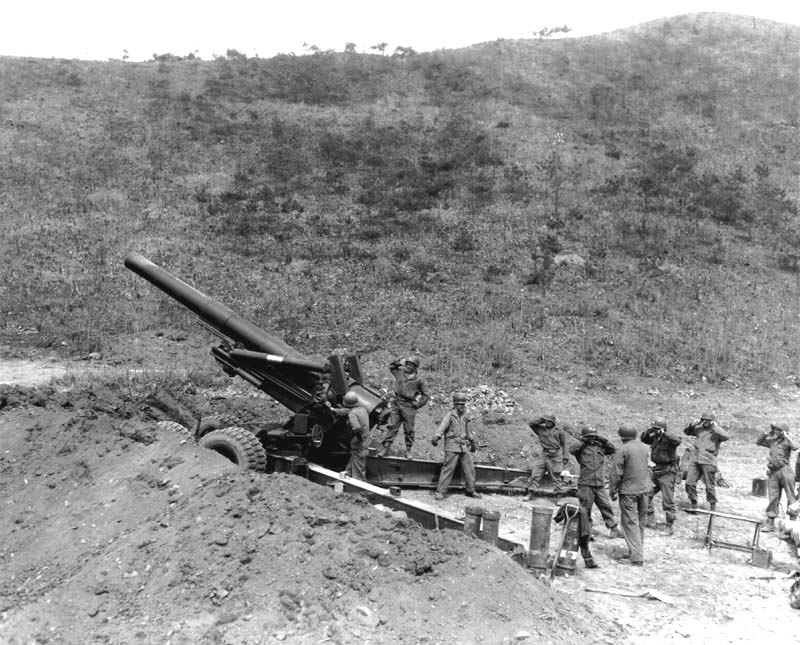
M115 im Einsatz im Koreakrieg

- Transport: zweiteiliger Anhänger mit Verbindungsstange
- Gewicht:
  - Transport: 14.515 kg
  - Feuerbereit: 13.471 kg
- Länge (Transport): 10,972 Meter
- Breite:
  - Transport: 2,844 Meter
  - Feuerbereit: 6,857 Meter
- Höhe (Transport): 2,743 Meter
- Bodenfreiheit: 0,318 Meter
- Einstellbereich Höhe: +65° bis −2°
- Drehbereich: 60°
- Feuerrate:
  - Maximal: 1 Schuss/Minute
  - Dauerfeuer: 1 Schuss/2 Minuten
- Munition:
  - HE (M106), 92,53 kg, Mündungsgeschwindigkeit 587 m/s (Ladung 7), bis zu 16,8 km
  - HE (M404), 90,72 kg, Mündungsgeschwindigkeit 587 m/s (Ladung 7), bis zu 16,8 km (enthält 104 M43A1 Granaten als Submunition)
  - HE (M509), 93,66 kg, Mündungsgeschwindigkeit 594,4 m/s, bis zu 16 km (enthält 195 M42 Granaten als Submunition)
- Bedienung: 14 Soldaten